# Javier Aramendia
Aramendia  Llorente est un nom espagnol. Le premier nom de famille, en général paternel, est Aramendia ; le second, en général maternel, souvent omis, est Llorente.
Francisco Javier Aramendia Llorente est un coureur cycliste espagnol né le 5 décembre 1986 à Funes (Navarre, Espagne). Professionnel de 2007 à 2016, il a remporté le Prix de la combativité du Tour d'Espagne 2013.

## Biographie
Aramendia est un des grands animateurs du Tour d'Espagne 2012 : il fait partie de plusieurs échappées au long cours et remporte le prix du "plus combatif" d'une étape quatre fois, un sommet dans cette Vuelta. Il semble qu'il ait d'excellentes chances de remporter le prix du « plus combatif » de l'ensemble de la course, mais c'est sans compter sur Alberto Contador et ses attaques à répétition.

## Palmarès
- 2004
  - 4e étape du Tour de Pampelune
- 2005
  - 3e du Circuito de Pascuas
- 2006
  - Premio Primavera
  - 2e étape de la Bizkaiko Bira (es)
  - Xanisteban Saria
  - 2e de l'Oñati Saria
  - 3e du Laukizko Udala Saria
- 2013
  -  Prix de la combativité du Tour d'Espagne

## Résultats sur les grands tours

### Tour d'Italie
1 participation 
- 2011 : 115e

### Tour d'Espagne
3 participations 
- 2012 : 170e
- 2013 : 118e, Prix de la combativité
- 2014 : 98e

## Classements mondiaux
| Année           | 2007   |
| --------------- | ------ |
| UCI Europe Tour | 1 108e |